# Miguel Canto
Miguel Ángel Canto Solís (30 de enero de 1948 en Mérida, Yucatán México), es un excampeón mundial de boxeo mexicano.

## Biografía
Comenzó su carrera en 1969. Fue campeón del mundo en el peso mosca, teniendo un sólido reinado de cuatro años, de 1975 a 1979, llegando a defender de manera exitosa en 15 ocasiones el cinturón de campeón. El mismo pugilista que hace más de diez años fue nombrado como el "Peleador del siglo" entre los pesos moscas, al lado del filipino Pancho Villa, según la agencia Associated Press.
Se ciñó el título en su segundo intento, pues cayó ante el venezolano Betulio González, en Maracaibo, Venezuela, en agosto de 1973, estando vacante la corona. Sin embargo, en Sendai, el 8 de enero de 1975, demostró que estaba listo para ganar. Luego, se sacó la espinita con el zuliano: primero, el 24 de mayo de 1975, en Monterrey, ganándole por puntos en 15 episodios, y luego en Caracas, donde cayó en 1973.
Conquistó el cetro mosca del Consejo Mundial de Boxeo (CMB), tras vencer por decisión al nipón Shoji Oguma en Sendai. El apodado "Pequeño Maestro" por su baja estatura de apenas 1.54 metros, subió al trono mundial de los moscas el 8 de enero de 1975 cuando venció a Shoji Oguma y fue destronado el 18 de marzo de 1979 por el coreano Chan Hee Park, quien le concedió la revancha el 9 de octubre de ese mismo año, aunque la pelea terminó en empate. Otro combate importante fue ante el venezolano Reyes Arnal al que impuso por puntos el 24 de abril de 1978.